# Balmes notabilis
Balmes notabilis är en insektsart som beskrevs av Navás 1912. Balmes notabilis ingår i släktet Balmes och familjen Psychopsidae. Inga underarter finns listade i Catalogue of Life.